# L'intrusa (film 1956)
L'intrusa è un film del 1956 diretto da Raffaello Matarazzo.
Il film è tratto dal dramma La moglie del dottore (e questo è stato il titolo provvisorio di lavorazione del film) di Silvio Zambaldi rappresentato in teatro da diverse compagnie.

## Trama
Il medico Carlo Conti, provato dal fatto che la sua fidanzata è appena morta, si trasferisce per lavoro in un piccolo centro sul mare. Qui salva una ragazza che ha tentato il suicidio avvelenandosi: la giovane si chiama Luisa Marcelli e fa l'insegnante.
La profonda depressione di Luisa è stata causata dalla storia d'amore con il giovane ingegnere Alberto Serpieri, che l'ha abbandonata dopo averla "disonorata". La ragazza è rimasta incinta ma la gravidanza ha avuto un esito sfortunato con un aborto spontaneo: la ragazza non potrà più avere figli.
Carlo decide di sposare la giovane più per tenerezza che per vero amore. Un giorno il medico deve prestare soccorso a una giovane signora incinta che ha subito un incidente d'auto. Il marito della donna accorre: è l'ingegner Serpieri ma Carlo, che non ha mai voluto conoscere il nome di chi ha fatto tanto soffrire la sua compagna, non lo sa. Luisa vorrebbe cacciare l'uomo che le ha rovinato la vita, abbandonandola e impedendole di avere figli, ma non lo fa per l'intercessione di don Peppino, il parroco, e per le dichiarazioni di sincero pentimento del Serpieri. Nascono dissapori tra Luisa e Carlo ma il tutto si risolve con la riconciliazione, la scoperta di un'intesa più profonda e la partenza per un lungo viaggio.

## Produzione
La pellicola è ascrivibile al filone, molto popolare tra il pubblico italiano in quegli anni, dei melodrammi sentimentali, comunemente detto strappalacrime, di cui Matarazzo fu il regista più rappresentativo, in seguito ribattezzato dalla critica con il termine neorealismo d'appendice.

## Critica
(Angela Prudenzi)

## Distribuzione
Il film venne distribuito nelle sale cinematografiche italiane il 18 maggio del 1956.

## Altri titoli
- The Intruder (titolo inglese internazionale)
- Syghoro to parelthon sou (Grecia)
- Desesperada (Spagna)

## Manifesti e locandine
La realizzazione dei manifesti per l'Italia fu affidata al pittore cartellonista Anselmo Ballester.